# Clandestina a Tahiti
Clandestina a Tahiti è un film del 1958 diretto da Ralph Habib e Lee Robinson.
Il soggetto è tratto dal romanzo Le Passager clandestin (1947) di Georges Simenon.

## Trama
Un giovane inglese introverso, René Maréchal, va a vivere in un'isola deserta, senza sapere che il padre morirà e gli lascerà una grossa eredità. Partono alla sua ricerca diversi personaggi: un notaio per comunicarglielo, il fratello Owens (che si ritiene erede legittimo, essendo René figlio naturale), una donna che tempo prima era stata con lui e altri, ognuno con le intenzioni di mettere le mani sui soldi, fingendosi amici o addirittura pretendendo di sostituirlo facendo carte false con il notaio. Seguono diversi omicidi.